# My Future Self n' Me
My Future Self n' Me is aflevering #616 van de animatieserie South Park. In Amerika werd de aflevering voor het eerst uitgezonden op 4 december 2002.

## Plot
De kinderen hebben een joint gevonden, die is achtergelaten door oudere kinderen. Ze zijn bang, omdat je volgens reclames dood gaat als je het aanraakt en marihuana terrorisme steunt. Stan is niet bang en gooit de peuk weg.
Die nacht bliksemt het en staat er bij Stans huis een man aan de deur die zichzelf voorstelt als de toekomstige Stan. Hij is 'op onverklaarbare wijze' terug in de tijd gegaan en vertelt over zijn, en dus ook Stans, levensloop. Hij gebruikte drugs, alcohol en zat in een jeugdinrichting. Stan schrikt van zijn toekomstige ik en besluit drugs en alcohol te mijden en nog beter zijn best te doen op school door bijles te volgen bij Butters.
Dan blijkt dat Butters óók een toekomstige ik heeft. Stan vindt dit verdacht en gaat op onderzoek uit. Dan blijkt dat een bedrijf, Motivationcorp, erachter zit. Zij helpen ouders om hun zoon op het rechte pad te houden en van de drank en drugs af te laten blijven door ze een acteur te zenden die zich voordoet als hun kind, maar dan in de toekomst. Een van de medewerkers zegt dat het oké is om te liegen tegen kinderen als het om dit soort dingen gaat.
Stan is boos en onder het avondeten vraagt hij allemaal dingen aan zijn toekomstige ik, die alleen hij en Stan zelf, zouden moeten weten. Ook doet hij of hij zijn hand afhakt. Stans vader doet snel hetzelfde bij Stans toekomstige ik, maar dan laat Stan zien dat hij alsof deed.
Stan en Butters willen wraak nemen en komen zo uit bij Cartman, die een speciaal bedrijf heeft voor het wraak nemen op ouders. Bij Butters smeren ze vervolgens poep aan de muren. Als Butters' ouders thuiskomen, zijn ze eerst boos, maar dan geven ze toe dat Butters' toekomstige ik een acteur is. Ook Stans ouders komen aan bij het huis van Butters en geven toe dat ze tegen Stan gelogen hebben. Stans vader geeft Motivationcorp de schuld, en huurt Cartman in om wraak te nemen.
De aflevering eindigt als te horen is hoe de medewerkers van Motivationcorp klagen over de poep die aan de muren is gesmeerd. Cartman wordt bedankt en krijgt koekjes in ruil voor zijn werk. Even later komt Cartmans (echte) toekomstige ik aanlopen. Hij vertelt hem dat Cartman vanaf vandaag zou veranderen; hij zou afslanken, zijn gedrag beteren en in de toekomst een CEO zou worden. Maar Cartman gelooft hem niet, lacht hem uit en zegt voortaan zijn erge gedrag te verdubbelen. De aflevering eindigt met de toekomstige Cartman, die dikker wordt en verandert in een klusjesman.